# Ataraxie
Die Ataraxie (altgriechisch ἀταραξία ataraxía „Unerschütterlichkeit“, auch Ataraxis [ἀτάραξις], von ἀτάρακτος atáraktos „unerschütterlich“) ist die Bezeichnung der Epikureer und Pyrrhoneer für das Ideal der Seelenruhe. Sie bezeichnet als seelischen Zustand die Affektlosigkeit und Gelassenheit gegenüber Schicksalsschlägen und ähnlichen Außeneinwirkungen, die das Glück des Weisen, die Eudaimonie, gefährden.

## Ataraxie im Alltag

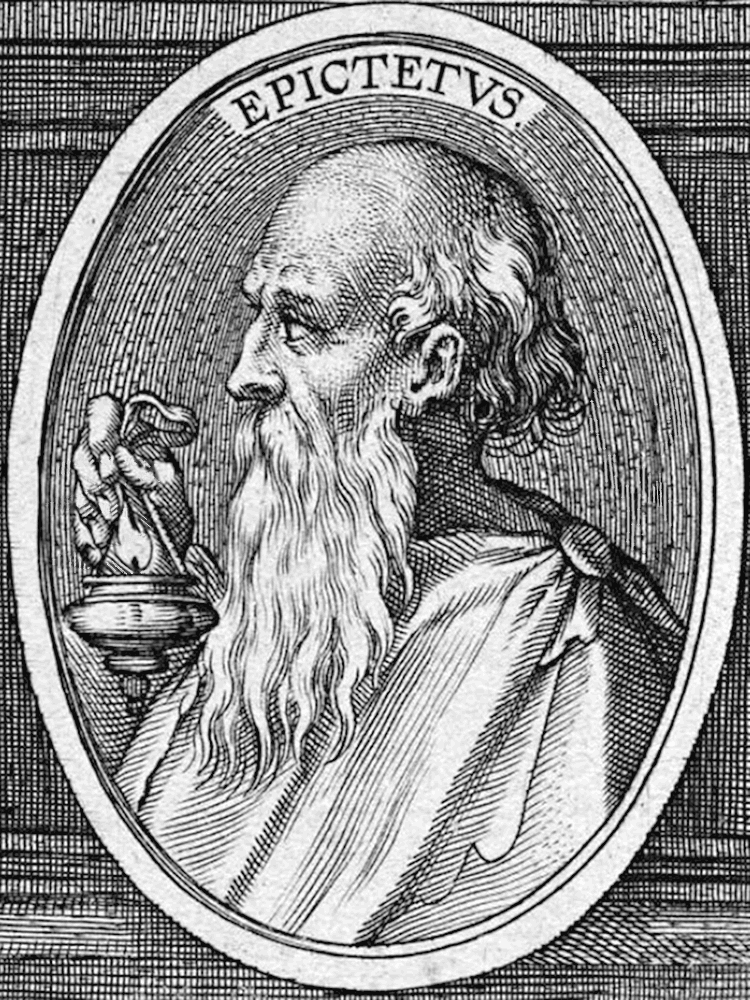
Epiktet Radierung von 1605

Bereits die Lebensbedingungen des antiken Menschen waren durch einen schwer erträglichen Alltag geprägt. Laut den Erzählungen Homers und Hesiods waren Leid und Schmerz, Gewalt, Krieg, maßlose Neigungen und unmenschliches Handeln charakteristische Merkmale. Im Gegensatz dazu stand das menschliche Bedürfnis, ein angenehmes Leben (Eudaimonie) führen zu wollen. Durch die Entwicklung einer gelassenen Einstellung (Ataraxie) folgte man diesem Bedürfnis. Daher bezeichnet in der griechischen Antike Ataraxie eine erwünschte, ideale Lebenseinstellung, das unberechenbare Handeln der Götter bzw. Ereignisse des Schicksals gelassen und ruhig akzeptieren zu können, wie von Epiktet (50–138 n. Chr.) u. a. erwähnt. Die antiken Dichter empfahlen ihren Zeitgenossen gelegentlich, das Leben so zu nehmen, wie es kommt, ohne sich von falschen Hoffnungen oder Furcht vor den Göttern in die Irre führen zu lassen.

## Ataraxie in der epikureischen Ethik
Das höchste Ziel (télos oder summum bonum) menschlichen Daseins besteht laut der Ethik Epikurs in der gelassenen Lust (hedoné oder voluptas). Letztere beziehe sich – so Malte Hossenfelder – vor allem auf die „Gesundheit des Körpers und ... Ruhe der Seele, ...“ Beide werden aber durch die Furcht vor den Göttern und dem Tod, der Maßlosigkeit der Begierden und von körperlichen Schmerzen bedroht. So muss sich der Weise sowohl von äußeren als auch inneren Einflüssen, die seine Seelenruhe (Ataraxie oder tranquillitas animi) bedrohen, von Begierde, Lüsten, Trauer und Furcht befreien und so zur innerlichen Autarkie gelangen.
Folge man „nüchternen Überlegungen“ über die Götter, über den Tod, über eigene Bedürfnisse und körperliche Schmerzen, so könne dies gelingen, denn
- die Götter kümmern sich nicht um die Welt,
- der Tod spielt für Menschen keine Rolle, denn wenn er eintritt, sind sie nicht mehr da,
- natürliche Bedürfnisse, die Unlust vermeiden, wie z. B. Hunger, Durst, Freundschaft, sind erfüllbar,
- die meisten Schmerzen sind gering ausgeprägt und dauern nur kurz.

So sei der Mensch in der Lage, ein bescheidenes, autarkes Leben voller Ataraxie, d. h. Unerschrockenheit und Gelassenheit zu führen.
Die Stoa verschmolz ihren Begriff der „Apathie“ (Apatheia) mit dem Konzept der Ataraxie. Der lateinische Ausdruck tranquillitas animi bei Cicero und Seneca erfasst sowohl die Apathie als auch die Ataraxie.

## Ataraxie in der pyrrhonischen Skepsis
Für das Ziel der wegen der spärlichen Überlieferung nur schwer greifbaren Lehre des Pyrrhon von Elis ist neben dem stoischen Terminus Apatheia auch der Begriff der Ataraxie überliefert. In der neupyrrhonischen Skepsis, die uns vor allem in den Schriften des Sextus Empiricus entgegentritt, bezeichnet die Ataraxie zwar eigentlich das Ziel der Ethik, das jedoch nicht direkt erstrebt werden kann, da jedes Streben danach, ja schon jede dogmatische Lehre über das Wesen der Ataraxie eben eine Erschütterung und damit Zerstörung der Seelenruhe bedeuten würde. Daher sagen die Neupyrrhoneer, die Ataraxie folge der Urteilsenthaltung (epoché) „wie der Schatten“. Man gelange „zufällig“ zur Seelenruhe, indem man sich in allen Entscheidungen des Urteils enthalte und so dem Hin- und Hergerissensein entkomme.

## Seelenruhe
Seelenruhe (feminines Substantiv, Singular) bezeichnet einen individuellen Zustand tief empfundener innerer Ausgeglichenheit und Ruhe. Das Wort setzt sich aus Seele (ahd. se(u)la, mhd. sele) und Ruhe (ahd. ruowa, mhd. ruo(we)) zusammen.
Bei Seelenruhe spüren wir unser eigenes Dasein unmittelbar und ohne nachzudenken – wir nehmen uns selbst in einem klaren, unaufdringlichen Bewusstsein wahr.
Der Begriff entzieht sich einer festen Definition, da er vor allem erlebt und kulturell unterschiedlich geprägt wird.

### Philosophische Konzepte von der Renaissance bis zur Moderne
In Über die Seelenruhe lotet Leon B. Alberti im Dialog aus, wie ästhetische Erfahrung, sinnliche Wahrnehmung und stetige Übung das „ausgeglichene Selbst“ nähren. Seelenruhe entsteht hier durch aktive Selbstpflege und ein harmonisches Zusammenspiel von Kunst, Ethik und Politik.
Michel de Montaigne versteht unter Seelenruhe eine innere Gelassenheit, bei der man zwar Verantwortung für das Leben übernimmt, sich aber nicht von seinen Aufgaben und Problemen vereinnahmen lässt. Wer diese Haltung einnimmt, bleibt ruhig und ausgeglichen – auch wenn das Leben unsicher oder herausfordernd ist.
Baruch de Spinoza argumentiert, dass durch vernunftgeleitete Selbsterkenntnis – also das klare Erfassen der eigenen Affekte – die leidenschaftlichen Affekte gemildert und somit innerer Frieden möglich wird.
Arthur Schopenhauer propagiert Askese und Willensverneinung als Mittel, sich gelassen den Forderungen der Welt zu entziehen und inneren Frieden zu finden. Er betrachtet diese Praxis als Werkzeug zur Seelenruhe; die Verneinung des Willens befreit vom unaufhörlichen Leiden, das aus unserem Streben nach Befriedigung erwächst.
Martin Heidegger meint, Gelassenheit heißt, ruhig zu akzeptieren, dass wir nicht alles im Leben bestimmen können – so findet man eine moderne Form innerer Ruhe.

### Seelenruhe in der chinesischen Philosophie

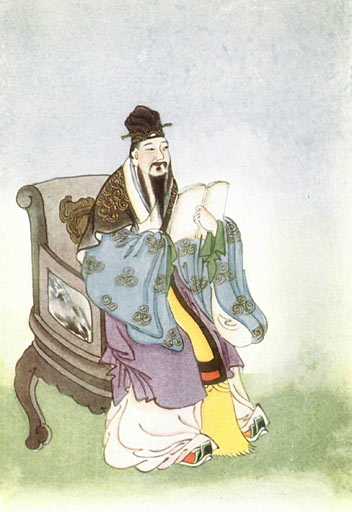
Mencius Porträt von 1922

Auch in der klassischen chinesischen Philosophie findet sich das Ideal innerer Ruhe, insbesondere bei Mengzi (Mencius), einem zentralen Vertreter des Konfuzianismus. Für Mengzi entsteht Seelenruhe nicht durch Rückzug oder emotionale Abstumpfung, sondern durch die Kultivierung des moralischen Herzens (xin). Der Mensch sei von Natur aus gut, und durch die Entfaltung seiner ethischen Anlagen – Mitgefühl, Gerechtigkeit, Respekt und Weisheit – könne er zu einem Zustand innerer Ausgeglichenheit gelangen.
Diese Ruhe ist Ausdruck einer ethischen Selbstverwirklichung und steht in engem Zusammenhang mit der Idee des „edlen Menschen“ (junzi), der auch unter widrigen Umständen seine innere Haltung bewahrt. Mengzis Konzept unterscheidet sich damit deutlich von westlichen Vorstellungen wie der Ataraxie bei Epikur oder der apatheia bei den Stoikern, da es nicht auf emotionale Distanz, sondern auf moralische Tiefe zielt.

### Seelenruhe in verschiedenen Kulturen
Der Zustand der Seelenruhe findet in zahlreichen Kulturen und spirituellen Traditionen eine Entsprechung – häufig unter anderen Namen und mit unterschiedlichen philosophischen Grundlagen. Dabei variiert die Bedeutung je nach Kontext zwischen innerer Gelassenheit, geistiger Ausgeglichenheit und spiritueller Verbundenheit.

#### Buddhismus
Im Buddhismus entspricht Seelenruhe insbesondere den Zuständen Samatha (Beruhigung des Geistes) und Upekkhā (Gleichmut). Samatha bezeichnet die meditative Praxis der geistigen Sammlung, während Upekkhā als eine der vier Brahmaviharas (unermesslichen Geisteshaltungen) eine Haltung der inneren Ausgeglichenheit gegenüber Freude und Leid darstellt. Seelenruhe gilt hier nicht als Endziel, sondern als Voraussetzung für tiefere Einsicht (Vipassanā) in die Natur der Wirklichkeit.

#### Daoismus
Im Daoismus ist Seelenruhe eng mit dem Prinzip des Wu Wei („Nicht-Handeln“ oder „Handeln im Einklang mit dem Dao“) verbunden. Der Weise lebt in Harmonie mit dem natürlichen Fluss der Dinge und erreicht dadurch eine innere Ruhe, die nicht durch Kontrolle, sondern durch Hingabe entsteht. Das Daodejing beschreibt diesen Zustand als „Klarheit durch Stille“ und „Ruhe als Rückkehr zur Wurzel“.

#### Indigene Weltanschauungen
In vielen indigenen Kulturen wird Seelenruhe nicht primär als individueller Zustand verstanden, sondern als Ausdruck von Verbundenheit mit der Gemeinschaft, den Ahnen und der natürlichen Umwelt. Rituale, Stille in der Natur und das Lauschen auf die „Stimme der Erde“ gelten als Wege zur inneren Balance. In der Lakota-Tradition etwa spielt das Konzept der Mitákuye Oyás’iŋ („Wir sind alle verwandt“) eine zentrale Rolle für das spirituelle Gleichgewicht.

#### Christentum
In der christlichen Mystik wird Seelenruhe häufig als Ruhe in Gott beschrieben. Meister Eckhart spricht von einer „Seelenruhe, die Gott selbst ist“, und Teresa von Ávila beschreibt in ihrem Werk Die innere Burg einen Zustand der geistigen Sammlung und göttlichen Nähe, der jenseits von Gedanken und Emotionen liegt. Auch die benediktinische Tradition betont die kontemplative Ruhe als Weg zur Gotteserfahrung.

#### Islam
Im Islam findet sich das Konzept der Seelenruhe im Begriff Sakīna (arabisch: سكينة), der göttlichen Ruhe und Gelassenheit, die dem Gläubigen in Momenten der Hingabe und des Vertrauens zuteilwird. Der Begriff erscheint unter anderem in Sure 48:4 des Korans, wo Sakīna als Zeichen göttlicher Gegenwart beschrieben wird: „Er ist es, der die Ruhe (Sakīna) in die Herzen der Gläubigen herabgesandt hat.“
Dara Shikohs Werk Sakīnat al-aulīyā’ (Die Seelenruhe der Heiligen, 1642) ist primär ein spirituelles Werk, das zugleich literarische Qualitäten besitzt. Es dokumentiert aus persönlicher Perspektive die Lebenswege und spirituellen Erfahrungen bedeutender Sufi-Heiliger wie Mian Mir, Bibi Dschamal Chatun und Mulla Schah Badachschi. Dara Shikoh verfasste es in einem Stil, der sowohl von mystischer Tiefe als auch von poetischer Ausdruckskraft geprägt ist. Das Werk gehört zur islamischen Mystik, genauer gesagt zur sufischen Tradition innerhalb des Islam und ist zugleich Ausdruck einer überkonfessionellen, mystischen Weltsicht.

#### Jainismus
Im Jainismus ist Seelenruhe (śānti) ein zentraler Zustand auf dem Weg zur Befreiung (mokṣa). Sie entsteht durch die Praxis von Gewaltlosigkeit (Ahimsa), Besitzlosigkeit (Aparigraha) und meditativer Sammlung. Die Seele gilt als durch karmische Einflüsse gebunden und unruhig; erst durch ethisches Leben und geistige Disziplin kann sie zur inneren Ruhe finden. Besonders in der jainistischen Pilgertradition spielt Seelenruhe eine zentrale Rolle: Heilige Orte wie Shatrunjaya oder Mount Abu gelten als Räume der Stille, in denen spirituelle Reinigung und geistige Sammlung möglich sind. Die Architektur und Landschaft dieser Orte sind bewusst darauf ausgerichtet, die meditative Versenkung zu fördern.

#### Navajo-Kultur: Hózhó als Ausdruck von Seelenruhe
In der Kultur der Navajo (Diné) steht das Konzept Hózhó im Zentrum des Welt- und Selbstverständnisses. Es bezeichnet einen umfassenden Zustand von Harmonie, Schönheit, Ordnung und Balance – sowohl im Inneren des Menschen als auch in seinen Beziehungen zur Umwelt und zur Gemeinschaft. Obwohl Hózhó nicht direkt mit dem westlichen Begriff „Seelenruhe“ gleichzusetzen ist, beinhaltet es viele Elemente, die diesem nahekommen.
Seelenruhe im Sinne der Navajo entsteht nicht primär durch Rückzug oder spirituelle Meditation, sondern durch ein Leben im Einklang mit natürlichen, sozialen und kosmischen Ordnungen. Rituale wie der Blessingway dienen dazu, gestörte Harmonie wiederherzustellen und das Gleichgewicht zwischen Körper, Geist und Umwelt zu fördern. In diesem Verständnis ist Seelenruhe nicht nur ein individueller Zustand, sondern Ausdruck einer eingebetteten Existenz im größeren Zusammenhang von Welt und Gemeinschaft.

### Psychologische Perspektiven auf Seelenruhe

#### Emotionale Selbstregulation
Seelenruhe wird als Fähigkeit verstanden, Emotionen bewusst zu steuern, ohne sie zu unterdrücken.
Menschen mit hoher Selbstregulation können auch in belastenden Situationen ruhig bleiben, weil sie ihre Gefühle reflektieren und einordnen können.

#### Resilienz
Seelenruhe ist oft ein Ausdruck von psychischer Widerstandskraft.
Resiliente Menschen erleben Stress, Angst oder Trauer – aber sie lassen sich davon nicht dauerhaft aus der Bahn werfen.

#### Gelassenheit und Achtsamkeit
In der positiven Psychologie gilt Gelassenheit als Schlüssel zur Lebenszufriedenheit.
Praktiken wie Achtsamkeit, Meditation oder Atemtechniken fördern die Fähigkeit, Gedanken und Gefühle zu beobachten, ohne sich von ihnen mitreißen zu lassen.

#### Affektlosigkeit – ein zweischneidiges Schwert
Manche psychologischen Ansätze warnen davor, Seelenruhe mit emotionaler Abstumpfung zu verwechseln.
Ein Zustand völliger Unerschütterlichkeit – wie die antike Ataraxie – kann in extremen Fällen auf neurologische Störungen oder emotionales Vermeidungsverhalten hindeuten.

#### Konzept der Bindungstheorie
In der Entwicklungspsychologie wird Seelenruhe häufig im Zusammenhang mit der Bindungstheorie betrachtet, die von John Bowlby begründet und von Mary Ainsworth weiterentwickelt wurde. Nach dieser Theorie bildet sich die Fähigkeit zu innerer Ruhe und emotionaler Stabilität wesentlich durch frühe Bindungserfahrungen.
Kinder, die eine sichere Bindung zu ihren Bezugspersonen entwickeln, erleben ihre Umwelt als verlässlich und unterstützend. Diese emotionale Sicherheit fördert die Entwicklung von Selbstregulation, Stressbewältigung und einem stabilen Selbstbild – Voraussetzungen für das Erleben von Seelenruhe. Menschen mit sicherem Bindungsstil verfügen über sogenannte innere Arbeitsmodelle, die ihnen helfen, auch in belastenden Situationen ruhig und reflektiert zu bleiben.
Unsichere oder vermeidende Bindungsstile hingegen können zu innerer Unruhe, erhöhter Stressanfälligkeit und Schwierigkeiten in der Emotionsverarbeitung führen. Seelenruhe wird in diesem Kontext nicht als philosophisches Ideal, sondern als entwicklungspsychologisches Ergebnis sicherer Beziehungen verstanden.

### Rezeption der Kunst
Der Begriff Seelenruhe findet in Literatur, Lyrik, bildender Kunst und Musik vielfältige Verwendung als Ausdruck eines inneren Zustands von Stille, Einkehr und Harmonie. Häufig wird Seelenruhe als Gegenbild zur modernen Rastlosigkeit, Zerrissenheit und Reizüberflutung dargestellt.